# (6779) Perrine
(6779) Perrine est un astéroïde de la ceinture principale.

## Description
(6779) Perrine est un astéroïde de la ceinture principale. Il fut découvert le 20 février 1990 à l'Observatoire Kleť par Antonín Mrkos. Il présente une orbite caractérisée par un demi-grand axe de 2,26 UA, une excentricité de 0,11 et une inclinaison de 1,8° par rapport à l'écliptique.

## Compléments